# アフリカンボクシング連合
アフリカンボクシング連盟 (あふりかんぼくしんぐれんごう/英:African Boxing Union )は、世界ボクシング評議会 (WBC) 傘下のアフリカ地区の地域王座認定団体。略称はABU。アマチュア大会であるアフリカアマチュアボクシング選手権も主催している。
加盟国はアフリカ大陸の48ヶ国。